# Русские в Уругвае
Русские в Уругвае — представители русского народа, прибывшие в Уругвай и их потомки, проживающие в данной стране. Численность — около 10 тысяч человек. Русским языком свободно владеет каждый десятый из них.

## История
Первые мигранты прибыли в Уругвай в начале XX века из Российской империи и были крестьянами, ремесленниками и рабочими. Они завезли в страну высокосортную пшеницу, ячмень, гречиху, лён, подсолнечное масло, сметану («русский крем»), «русский салат» (салат Оливье). В одном из районов Монтевидео находится улица России.
Несмотря на то, что основная масса была малограмотна, попадались учёные, такие как Георгий Чеботарёв (Хорхе Чебатарофф), составивший учебник по всемирной географии и географии Уругвая, именем которого также названа улица в Монтевидео. Скульптор Степан Эрзя выполнил памятник для праха уругвайского писателя Орасио Кирога. Семья Касторновых открыла первую в стране бензозаправку. Первая и крупнейшая автобусная компания, просуществовавшая более 80 лет, называлась «Собелин» (Забелин).

### Сан-Хавьер
Город Сан-Хавьер — единственный в Южном полушарии, где больше половины населения составляют выходцы из России. Он был основан в 1913 году русскими сектантами («хлысты») во главе с Василием Лубковым, основавшим колонию «Новый Израиль». «Лубковцы» познакомили уругвайцев с пчеловодством, мёдоварением, овощеводством, выращиванием льна и строительством русских печей. Вначале 1920-х по идеологическим и хозяйственным соображениям Лубков и некоторые его сторонники вернулись в СССР, где часть их была подвергнута репрессиям. После войны некоторые семьи вернулись в Уругвай. Во время правления военной диктатуры (1973—1984) наиболее активные сторонники контактов с СССР были репрессированы. Среди них член компартии Уругвая Владимир Рослик.
В городе действуют Культурный центр им. М. Горького (создан в 1949 году), центр «Объединённая молодёжь», лицей имени Валентины Поярковой, клуб «Ла Собрание».

### Старообрядцы
В 15 км от Сан-Хавьера находится посёлок староверов численностью 150 человек, относящихся к согласию беспоповцев. Поселение основано в 1960-х годах, у него нет официального названия, уругвайцы называют его Колония Офир.